# 小行星20835
小行星20835（20835 Eliseadcock）是一颗绕太阳运转的小行星，为主小行星带小行星。该小行星于2000年10月24日发现。

## 轨道参数
小行星20835的轨道半长轴为2.6569439 UA，离心率为0.112。